# Alabagrus latreillei
Alabagrus latreillei är en stekelart som först beskrevs av Maximilian Spinola 1840.  Alabagrus latreillei ingår i släktet Alabagrus och familjen bracksteklar. Inga underarter finns listade i Catalogue of Life.